# Port Mone Trio
Port Mone Trio (чит. [pɔ:t mɔnɛ]) — инструментальное трио из Минска (Белоруссия), исполняющее минималистичную современную музыку с отголосками самых разных традиций и жанров. В состав коллектива входят Алексей Ворсоба (аккордеон, клавишные и сэмплы инструментов), Сергей Кравченко (перкуссия) и Алексей Ванчук (бас-гитара и ритм).

## Название и происхождение
Название «Port Mone trio» — своеобразная игра слов. «Порт» (в значении гавань, пристань). «Моне» — отсылка к родоначальнику импрессионизма Клоду Моне. На слух же название воспринимается, как «портмоне» (в значении кошелёк, бумажник).
Перед тем как собраться в «Port Mone trio», его участники играли в техно группе «Папарис» («Paparis»), состав которой был сформирован к концу 2005 года: Алексей Ворсоба (клавишные), Сергей Кравченко (бонги), Павел Кудрин (ритм-машина), Александр Богданович (перкуссия), Иван Борзенко (гитары).

## Творчество
Критики отмечают, что Port Mone trio представляет собой явление, которое сложно вписать в рамки каких бы то ни было стилистических форм, поскольку музыка трио — это смесь современной академической, экспериментальной музыки, джаза, фолка, нойза.
Музыка коллектива адресована тем, кто любит и умеет слушать, например, Шопена, Мундога или Пярта. При этом она понятна широкой аудитории, а концерты трио с успехом проходят как в Белоруссии, так и за границей. Британская газета The Guardian отмечает, что музыка трио «популярна среди меломанов как на востоке, так и на западе.»
Сами музыканты в интервью говорят, что слушателей Port Mone trio отличает неутраченная способность воспринимать красоту и боль окружающего мира, соотнесенность с ним, понимание того, что каждый из нас — это часть целого, непрерывного, как воздух или вода, вещества жизни.

### Дебютный альбом
В 2009 году на российском лейбле «Геометрия» был издан дебютный альбом Port Mone «Dip», который был тепло принят музыкальными критиками, а также поклонниками творчества коллектива. Дебютная пластинка получила ряд белорусских и международных наград.

### Отказ от работы в студии
В 2014 году увидела свет очередная работа трио — альбом «Thou». Диск был издан крупным европейским лейблом Hevhetia (Словакия), специализирующемся на релизах джазовой, неоклассической и авангардной музыки. Официальная дата выхода альбома — 8 сентября 2014.
Запись альбома стала полем для эксперимента со звуком. Музыканты группы отказались от лабораторных условий студии и отдали предпочтение естественному акустическому пространству. Студийное оборудование было перевезено в лес, где и происходила запись всех композиций. По словам самих музыкантов, такая техника записи была продиктована не столько акустическими притязаниями, сколько идеологией самого материала, призванного выразить главную творческую миссию Port Mone trio — обращение к чему-то естественному, чистому и первозданному в человеческой душе, к тому, что существует вне социальных условностей и норм.
Альбом стал самой успешной на данный момент записью группы. Помимо премии «Альбом года» по версии портала Experty.by, работа была тепло принята отечественными и зарубежными музыкальными критиками, рецензии на альбом опубликовали многие музыкальные издания Европы и США. Артемий Троицкий, в свою очередь, разместил на youtube видеоотзыв о музыке Port Mone trio, приуроченный к презентации альбома в Минске.

## Международные проекты

### Сотрудничество с ДахаБраха
В 2011 году, во многом благодаря усилиям украинского агентства «Артполе», началось сотрудничество Port Mone trio с украинской группой ДахаБраха. Музыканты на несколько недель поселились в украинском селе Хмелева, где сочинили совместную программу. Продолжением сотрудничества стали несколько совместных туров и выступления на многочисленных фестивалях Европы, Беларуси, Украины и России. В 2012 году музыканты записали на польской Toya Studios совместный альбом «The Khmeleva project», который был издан в Польше и Украине.

### Музыка для немого кино
В 2013 году Port Mone trio по заказу Национального центра Александра Довженко создали музыкальное сопровождение к немому фильму «Хлеб» (реж. Николай Шпиковский, 1929). Помимо выступлений с «живым» музыкальным сопровождением фильма на фестивалях, данная работа коллектива была издана Национальным центром Александра Довженко на DVD.

### Музыка для театра
Впервые музыка Port Mone trio была использована в театральной постановке «Пясочны замак» Белорусского государственного театра кукол (реж. Алексей Лелявский). Музыкальное оформление было написано музыкантами специально для спектакля и исполнялось «в живую», при этом музыканты находились на сцене во время исполнения. Премьера спектакля состоялась в Минске на сцене Театра кукол в 2008 году, международная премьера — в Тегеране (Иран) на Международном фестивале театров кукол «Мобарак».
В 2012 году Port Mone trio приняло участие в проекте Nostalgia — 2012 британского актера, режиссёра и перформера Че Кельвина. Написанная для моно-спектакля музыка, также исполнялась «в живую».
В 2013 музыка Port Mone trio была использована в спектакле «Бi-Лінгвы, цi кураня з сэрцам» (автор и режиссёр Андрей Савченко). В 2015 году показ спектакля во внеконкурсной программе фестиваля «Золотая маска» в Москве вызвал широкую дискуссию в театральной среде.
В конце того же 2013 года состоялась премьера хореографического спектакля «Секунда» (режиссёр Ольга Скворцова), созданного совместного с минской труппой SKVO’s Dance Company. По уже сложившейся традиции музыканты Port Mone trio принимали непосредственное участие в спектакле и находились на сцене во время исполнения музыки к спектаклю.

### Международные контракты
Port Mone trio успешно гастролирует и издает свои альбомы странах Европы. В начале 2014 года музыканты подписали контракт со словацким лейблом Hevhetia, специализирующимся на джазовой и неоклассической музыке с дистрибуцией альбомов по всему миру.
Также в конце 2014 года был подписан контракт с крупным международным концертным агентством Charmenko, сотрудничающим с Гораном Бреговичем (Сербия), Manu Chao (Испания), Алиной Орловой (Литва), Салифом Кейта (Мали) и многими другими артистами со всего мира.

### Совместная работа с Jacaszek
В 2016 году Port Mone trio приступили к работе над совместным проектом с польским электронным музыкантом Michał Jacaszek. Концертная презентация электронно-акустического музыкального проекта «Миниатюры» на тексты беларуского писателя Сократа Яновича состоялась на фестивале Триалог в Крынках (Польша) в августе 2016 года. Также проект был презентован в Белоруссии в рамках Unsound Dislocation X Mental Force Festival.

## Дискография
- 2007 «PORT MONE» Промо-альбом | CD[24], DIY
- 2009 «Dip» Альбом | CD, Геометрия, Россия
- 2012 «Khmeleva Project» (совместно с ДахаБраха) Альбом | CD, Артполе / Наш Фармат, Украина
- 2014 «Хліб» Художественный немой фильм. Ремастеринг с музыкальным оформлением Port Mone trio | DVD, Национальный центр А. Довженко, Украина
- 2014 «Thou» Альбом | CD, Hevhetia, Словакия[25]

## Награды
- «Альбом года» по версии иностранных экспертов портала Experty.by (2009, Беларусь, Dip)[26]
- «Лучший иностранный альбом 2009 года» по версии портала Terapija.net (2009, Хорватия, Dip)[27]
- Номинации на премию «Степной волк» Артемия Троицкого в категориях «Музыка», «Альбом» (2009, Россия, Dip)
- «Альбом года» по версии иностранных экспертов портала Experty.by (2012, Беларусь,The Khmeleva project)[28]
- «Лучший инструментальный альбом» по версии портала Experty.by (2014, Беларусь, Thou)
- «Приз народных экспертов» по версии портала Experty.by (2014, Беларусь, Thou)
- «Приз большого жюри» по версии портала Experty.by (2014, Беларусь, Thou)
- «Альбом года» по версии портала Experty.by (2014, Беларусь, Thou)
- «Лучшая запись» премия Rock Profi[бел.] (2014, Беларусь, Thou)

## Отзывы критиков
«Это группа, которая совершенно спокойно могла бы представлять Беларусь, и вообще славянскую музыку, на конкурсах, фестивалях в самых разных странах — и уверен, что и там на жюри и экспертов она производила бы очень хорошее впечатление»
«Это такой мрачно-минорный замес из пост-рока и фолка. Очень милая аккордеонная музыка. Авторская и композиторская мысль этого коллектива представляется мне в высшей степени качественной в отличие от большого количества современной аккордеонной импровизационной музыки (включая джаз и авангард), где инструменталист велеречиво и безответственно выдувает из мехов свои рулады.»

Артемий Троицкий
«…Несмотря на отсутствие фолк-мотивов, эту музыку так и хочется назвать корневой: атональные переливы аккордеона способны вызвать чувство всамделишного страха, а шаманские ритмы перкуссии и гулкие линии баса могут запросто вогнать в транс.»

Илья Зинин, «Rolling Stone»
«Port Mone, всерьез апеллирующие к философии постструктуралистов, играют нечто среднее между минимал-техно, фоновым джазом и нью-эйджем; текучие, бессловесные, медлительно развивающиеся композиции, в которых, однако, постоянно поддерживается градус напряжения, не позволяющий совсем уж впасть в сон разума. Очень глубокая, вдумчивая и неспешная музыка…»

Александр Горбачев, «Афиша»
«Одним из знаковых считаю аншлаг в КЗ „Верхний город“ на концерте Port Mone в мае 2015 года. Это пример того, как при правильном подходе даже нестандартная музыка может собирать свою публику в Минске. Осенью музыканты уже самостоятельно организовали и провели аналогичный и не менее успешный концерт».
Дмитрий Безкоровайный, Experty.by